# Oulad Hamdane (ort)
Oulad Hamdane är en ort i Marocko.   Den ligger i regionen Béni Mellal-Khénifra, 190 km söder om huvudstaden Rabat.